# Thélème (label musical)
Thélème est un label musical français, créé par Laurent Thibault en 1971. Seulement six albums (33 tours vinyles) et treize 45 tours simples seront édités sur ce label orienté principalement rock progressif.

## Histoire
Laurent Thibault est d'abord musicien (bassiste avant tout) et commence sa carrière au sein des Zorgones. Mais ses vrais débuts correspondent à sa rencontre avec Christian Vander et sa participation à la genèse de Magma en 1969. Il abandonne bientôt la basse et produit le premier album du groupe, Kobaïa en 1970.
Après avoir été presque deux ans International Label Manager aux disques Barclay, Laurent Thibault décide de fonder, chez Philips, le premier label indépendant consacré au rock progressif français. La première production sera le double-album Puissance 13 + 2 où l'on peut entendre 15 groupes enregistrés en direct dans le parc du Château d'Hérouville. Les artistes en question sont : Ergo Sum, Magma, Spectre, Mor (avec Dan Ar Braz), Zabu, Solitude, Steve Waring, Voyage, Design, Contrepoint, Catherine Ribeiro & Alpes, Claude Engel, Catharsis, Roger Mason et Alain Markusfeld.
Ce disque, ainsi que la plupart de ceux qui suivront, ne se vendra que très peu, ce qui explique leur rareté aujourd'hui et probablement la disparition du label après environ deux ans d'existence.

## Le catalogue
Tous les disques (vinyles) suivants ont été enregistrés au studio du Château d'Hérouville.

### 33 tours
| Artiste                         | Titre                                        | Numéro   | Année |
| ------------------------------- | -------------------------------------------- | -------- | ----- |
| Divers                          | Puissance 13 + 2 (compilation, double album) | 6641 037 | 1971  |
| Ergo Sum                        | Mexico                                       | 6332 500 | 1971  |
| Univeria Zekt (quasiment Magma) | The Unnamables                               | 6332 501 | 1972  |
| Zabu                            | My Coffin's Ready                            | 6332 750 | 1972  |
| Mor (avec Dan Ar Braz)          | Stations                                     | 6332 751 | 1973  |
| Divers                          | Music Is My Honey (compilation)              | 6332 752 | 1973  |

Les albums d'Ergo Sum, Univeria Zekt, Zabu, ainsi que la compilation Puissance 13 + 2, ont été réédités en CD par Musea. L'album de Mor a été réédité en CD par Spalax.

### 45 tours
| Artiste                                  | Face A                  | Face B         | Numéro       | Année |
| ---------------------------------------- | ----------------------- | -------------- | ------------ | ----- |
| Solitude                                 | Le Roi Du Monde         | Dead And Gone  | 6152 001     | 1971  |
| Larry Martin Factory                     | Hard Sun Risin'         | Gonna Die      | 6152 002     | 1971  |
| Ergo Sum                                 | Tijuana                 | It's Me        | 6152 003     | 1972  |
| Mor (avec Dan Ar Braz)                   | The Station             | Gavotte        | 6152 004     | 1973  |
| Zabu                                     | Yellow Girl             | Dr. Moonshine  | 6152 005     | 1973  |
| Solitude                                 | La Vie Comme Elle Vient | Tout Est Super | 6152 006     | 1973  |
| Solitude                                 | Chacun Son Tour         | Rockin' Queen  | 6152 007     | 1973  |
| Catherine Ribeiro (A) / Claude Engel (B) | Aria Populaire          | Promenade      | 6837 022 (*) | 1971  |
| Ergo Sum                                 | Night Road              | Mexico         | 6837 023 (*) | 1972  |
| Univeria Zekt (quasiment Magma)          | Altcheringa             | Undia          | 6837 024 (*) | 1972  |
| Ergo Sum (A) / Spectre (B)               | All's So Comic          | Arkham         | 6837 041     | 1972  |
| Ergo Sum                                 | Tijuana                 | Its Me         | 6837 062 (*) | 1972  |
| Mor (avec Dan Ar Braz)                   | Peut-Être Pas La Guerre | Suzanne        | 6837 106 (*) | 1973  |

(*) Disques sortis uniquement en promotion.